# 北京路駅 (広州市)
北京路駅（ペキンろえき、中文表記: 北京路站）は、中華人民共和国広東省広州市越秀区にある広州地下鉄6号線の駅。広州有数の繁華街である北京路に位置する。

## 歴史
- 2005年：着工。
- 2013年12月28日：開業[1]。
- 2023年12月25日：A2出入口の使用が開始されると同時に、A出入口はA1出入口に名称変更されました[2]。

## 駅構造
島式ホーム1面2線を有する地下駅。

### のりば
| 番線 | 路線    | 行先       |
| ---- | ------- | ---------- |
| 1    | ■ 6号線 | 香雪方面   |
| 2    | ■ 6号線 | 潯峰崗方面 |

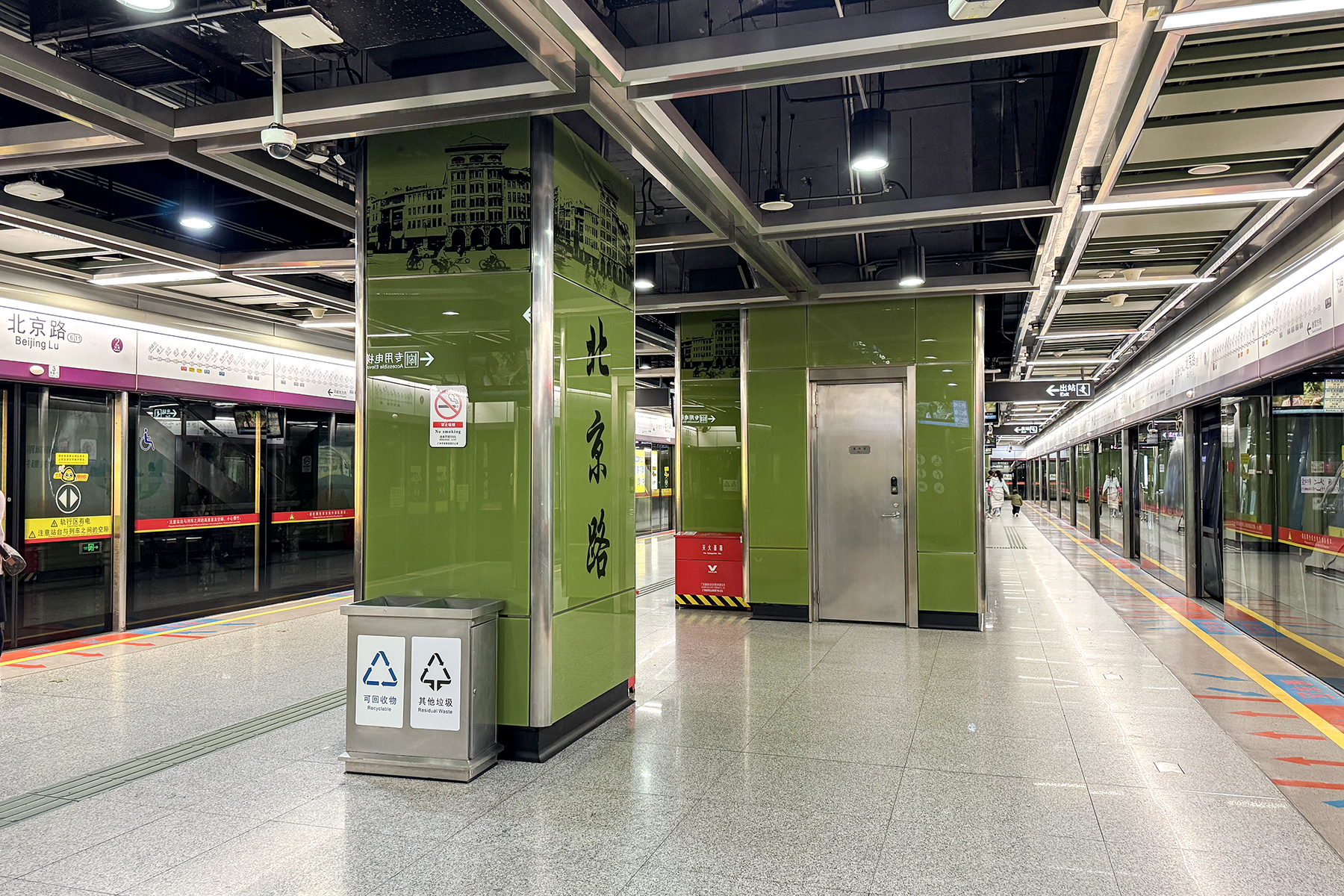
ホーム（2025年2月）
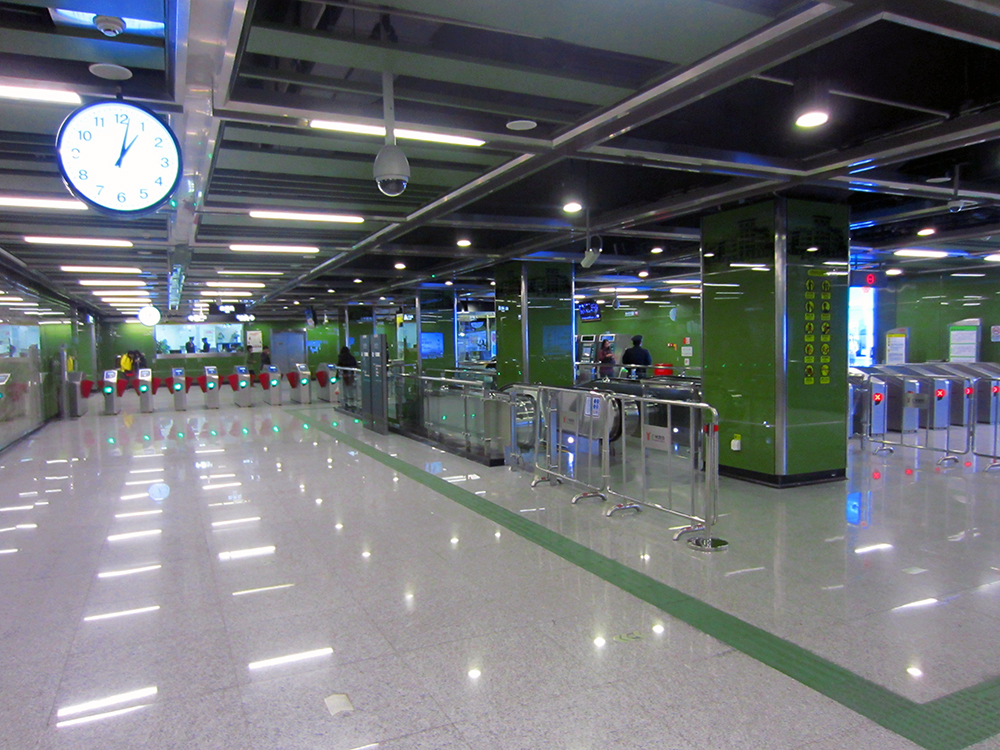
コンコース

## 隣の駅
広州地下鉄
■ 6号線
海珠広場駅 610 - 北京路駅 611 - 団一大広場駅 612